# Ополе Гротовице
Ополе Гротовице (на полски: Opole Grotowice) е железопътна гара в Ополе, Южна Полша.
Разположена е на железопътна линия 136 (Ополе Грошовице – Кенджежин Кожле).